# Complicated
"Complicated" là một bài hát của nghệ sĩ thu âm người Canada Avril Lavigne nằm trong album phòng thu đầu tay của cô Let Go (2002). Nó được phát hành vào ngày 11 tháng 3 năm 2002 bởi hãng đĩa Arista Records như là đĩa đơn mở đường trích từ album, đồng thời là đĩa đơn đầu tay trong sự nghiệp của Lavigne. Bài hát được viết lời bởi Lavigne và đội ngũ sản xuất The Matrix (bao gồm Scott Spock, Lauren Christy và Graham Edwards), những người cũng đảm nhận vai trò sản xuất bài hát. Đây là một bản pop rock với nội dung đề cập đến việc mỗi người có thể giả vờ "ngầu" như thế nào trước mặt người khác, xuất phát từ những trải nghiệm với bạn bè trong cuộc sống của nữ ca sĩ.
Sau khi phát hành, "Complicated" nhận được những phản ứng tích cực từ các nhà phê bình âm nhạc, trong đó họ đánh giá cao giai điệu hấp dẫn, đoạn riff guitar, điệp khúc và cảm xúc của bài hát. Bài hát còn nhận được hai đề cử giải Grammy cho Bài hát của năm và Trình diễn giọng pop nữ xuất sắc nhất tại lễ trao giải thường niên lần thứ 45, nhưng không thắng giải sau. "Complicated" cũng gặt hái nhiều thành công vượt trội về mặt thương mại, đứng đầu các bảng xếp hạng ở Úc, Brazil, Ireland, New Zealand và Na Uy, và lọt vào top 10 ở hầu hết những thị trường nó xuất hiện, bao gồm vươn đến top 5 ở Áo, Bỉ, Đan Mạch, Đức, Ý, Hà Lan, Thụy Điển, Thụy Sĩ và Vương quốc Anh. Tại Hoa Kỳ, bài hát đạt vị trí thứ hai trên bảng xếp hạng Billboard Hot 100, trở thành đĩa đơn đầu tiên của Lavigne vươn đến top 5 tại đây. Tính đến nay, nó đã bán được hơn 3 triệu bản trên toàn thế giới.
Video ca nhạc cho "Complicated" được đạo diễn bởi The Malloys, trong đó Lavigne và những người bạn trong ban nhạc của cô đến một siêu thị để vui chơi và quậy phá, xen kẽ với những hình ảnh cô trình diễn bài hát cùng với ban nhạc tại một sân trượt ván. Nó đã nhận được nhiều phản hồi tích cực từ giới phê bình, và chiến thắng một Giải Video âm nhạc của MTV năm 2002 ở hạng mục Nghệ sĩ mới xuất sắc nhất. Tính đến tháng 9 năm 2024, video âm nhạc của bài hát đã đạt được hơn 700 triệu lượt xem trên Youtube. Để quảng bá bài hát, Lavigne đã trình diễn "Complicated" trong nhiều chương trình truyền hình và lễ trao giải âm nhạc khác nhau, bao gồm Saturday Night Live, Good Morning America và giải Video âm nhạc của MTV năm 2002, cũng như trong tất cả các chuyến lưu diễn của cô kể từ khi phát hành.

## Giải thưởng và đề cử
| Năm  | Lễ trao giải                                       | Hạng mục                                                           | Kết quả   |
| ---- | -------------------------------------------------- | ------------------------------------------------------------------ | --------- |
| 2002 | Giải Video âm nhạc của MTV                         | Video của nghệ sĩ mới xuất sắc nhất                                | Đoạt giải |
| 2003 | Giải Grammy                                        | Trình diễn giọng pop nữ xuất sắc nhất                              | Đề cử     |
| 2003 | Giải Grammy                                        | Bài hát của năm                                                    | Đề cử     |
| 2003 | Giải thưởng Juno                                   | Đĩa đơn của năm                                                    | Đoạt giải |
| 2003 | Giải thưởng BMI                                    | Bài hát Pop xuất sắc nhất                                          | Đoạt giải |
| 2003 | Giải thưởng Phim ảnh, Truyền hình và Âm nhạc ASCAP | Bài hát Pop xuất sắc nhất                                          | Đoạt giải |
| 2003 | Giải thưởng âm nhạc Radio                          | Bài hát của năm (Đài phát thanh hiện đại dành cho người đương đại) | Đoạt giải |
| 2003 | Giải thưởng Ivor Novello                           | Video toàn cầu của năm                                             | Đoạt giải |
| 2003 | Giải Video âm nhạc của MTV Nhật Bản                | Video của nghệ sĩ mới hay nhất                                     | Đoạt giải |
| 2003 | Giải thưởng âm nhạc Canadian Radio                 | Nghệ sĩ hát đơn mới xuất sắc nhất                                  | Đoạt giải |
| 2003 | Giải thưởng âm nhạc Canadian Radio                 | Nghệ sĩ hát đơn mới nhất «Mainstream AC / Hot AC»                  | Đoạt giải |
| 2003 | Giải thưởng Socan                                  | Giải thưởng nhạc Pop                                               | Đoạt giải |
| 2003 | Giải Video âm nhạc của MTV Brazil                  | Video quốc tế hay nhất                                             | Đề cử     |
| 2011 | EVMA 2011                                          | Video của thập kỷ                                                  | Đoạt giải |

## Danh sách bài hát
| Đĩa CD tại Canada, Mexico và Vương quốc Anh | Đĩa CD tại Canada, Mexico và Vương quốc Anh | Đĩa CD tại Canada, Mexico và Vương quốc Anh |
| STT                                         | Nhan đề                                     | Thời lượng                                  |
| ------------------------------------------- | ------------------------------------------- | ------------------------------------------- |
| 1.                                          | "Complicated"                               | 4:03                                        |
| 2.                                          | "I Don't Give"                              | 3:39                                        |
| 3.                                          | "Why"                                       | 4:00                                        |
| 4.                                          | "Complicated" (video)                       | 4:00                                        |

| Đĩa CD tại Úc | Đĩa CD tại Úc  | Đĩa CD tại Úc |
| STT           | Nhan đề        | Thời lượng    |
| ------------- | -------------- | ------------- |
| 1.            | "Complicated"  | 4:03          |
| 2.            | "I Don't Give" | 3:39          |
| 3.            | "Why"          | 4:00          |

| Đĩa CD tại Nhật Bản, Pháp, Ý và Hà Lan | Đĩa CD tại Nhật Bản, Pháp, Ý và Hà Lan | Đĩa CD tại Nhật Bản, Pháp, Ý và Hà Lan |
| STT                                    | Nhan đề                                | Thời lượng                             |
| -------------------------------------- | -------------------------------------- | -------------------------------------- |
| 1.                                     | "Complicated" (the Matrix phối)        | 4:08                                   |
| 2.                                     | "I Don't Give"                         | 3:39                                   |

| Đĩa CD tại Hoa Kỳ | Đĩa CD tại Hoa Kỳ                  | Đĩa CD tại Hoa Kỳ |
| STT               | Nhan đề                            | Thời lượng        |
| ----------------- | ---------------------------------- | ----------------- |
| 1.                | "Complicated" (Tom Lord-Alge phối) | 4:08              |
| 2.                | "Complicated" (the Matrix phối)    | 4:03              |

## Xếp hạng
| Bảng xếp hạng (2002)                  | Vị trí cao nhất |
| ------------------------------------- | --------------- |
| Úc (ARIA)                             | 1               |
| Áo (Ö3 Austria Top 40)                | 2               |
| Bỉ (Ultratop 50 Flanders)             | 3               |
| Bỉ (Ultratop 50 Wallonia)             | 5               |
| Brazil (ABPD)                         | 1               |
| Đan Mạch (Tracklisten)                | 2               |
| Châu Âu (European Hot 100 Singles)    | 2               |
| Phần Lan (Suomen virallinen lista)    | 17              |
| Pháp (SNEP)                           | 21              |
| Đức (Official German Charts)          | 3               |
| Ireland (IRMA)                        | 1               |
| Ý (FIMI)                              | 2               |
| Hà Lan (Dutch Top 40)                 | 2               |
| Hà Lan (Single Top 100)               | 4               |
| New Zealand (Recorded Music NZ)       | 1               |
| Na Uy (VG-lista)                      | 1               |
| Scotland (OCC)                        | 2               |
| Thụy Điển (Sverigetopplistan)         | 2               |
| Thụy Sĩ (Schweizer Hitparade)         | 2               |
| Anh Quốc (OCC)                        | 3               |
| Hoa Kỳ Billboard Hot 100              | 2               |
| Hoa Kỳ Adult Contemporary (Billboard) | 13              |
| Hoa Kỳ Adult Pop Airplay (Billboard)  | 1               |
| Hoa Kỳ Pop Airplay (Billboard)        | 1               |
| Hoa Kỳ Rhythmic (Billboard)           | 30              |

| Bảng xếp hạng (2002)                 | Vị trí |
| ------------------------------------ | ------ |
| Australia (ARIA)                     | 8      |
| Austria (Ö3 Austria Top 40)          | 23     |
| Belgium (Ultratop 50 Flanders)       | 18     |
| Belgium (Ultratop 40 Wallonia)       | 28     |
| Denmark (Tracklisten)                | 21     |
| Europe (European Hot 100 Singles)    | 9      |
| Germany (Official German Charts)     | 21     |
| Italy (FIMI)                         | 5      |
| Japan (Tokyo Hot 100)                | 8      |
| Netherlands (Dutch Top 40)           | 5      |
| Netherlands (Single Top 100)         | 30     |
| New Zealand (Recorded Music NZ)      | 1      |
| Norway Autumn Period (VG-lista)      | 5      |
| Norway Summer Period (VG-lista)      | 6      |
| Sweden (Sverigetopplistan)           | 17     |
| Switzerland (Schweizer Hitparade)    | 9      |
| UK Singles (Official Charts Company) | 36     |
| US Billboard Hot 100                 | 11     |
| US Hot Adult Top 40 (Billboard)      | 5      |

| Bảng xếp hạng (2000–2009)   | Vị trí |
| --------------------------- | ------ |
| Australia (ARIA)            | 92     |
| US Billboard Hot 100        | 83     |
| US Pop Songs (Billboard)    | 23     |
| US Adult Top 40 (Billboard) | 23     |

| Bảng xếp hạng               | Vị trí |
| --------------------------- | ------ |
| US Adult Top 40 (Billboard) | 40     |

## Chứng nhận
| Quốc gia                                                                           | Chứng nhận  | Số đơn vị/doanh số chứng nhận |
| ---------------------------------------------------------------------------------- | ----------- | ----------------------------- |
| Úc (ARIA)                                                                          | 2× Bạch kim | 140.000^                      |
| Áo (IFPI Áo)                                                                       | Vàng        | 15,000*                       |
| Bỉ (BEA)                                                                           | Vàng        | 25.000*                       |
| Brasil (Pro-Música Brasil)                                                         | Bạch kim    | 100,000*                      |
| Nhật Bản (RIAJ)                                                                    | Vàng        | 0^                            |
| New Zealand (RMNZ)                                                                 | Bạch kim    | 10.000*                       |
| Na Uy (IFPI)                                                                       | Bạch kim    | 0*                            |
| Thụy Điển (GLF)                                                                    | Vàng        | 15.000^                       |
| Thụy Sĩ (IFPI)                                                                     | Vàng        | 20.000^                       |
| Anh Quốc (BPI)                                                                     | Vàng        | 400.000‡                      |
| * Chứng nhận dựa theo doanh số tiêu thụ. ^ Chứng nhận dựa theo doanh số nhập hàng. |             |                               |

## Lịch sử phát hành
| Nước           | Ngày                | Nhãn hiệu      | Định dạng           |
| -------------- | ------------------- | -------------- | ------------------- |
| Hoa Kỳ         | 14 tháng 5 năm 2002 | Arista Records | CD, Tải kĩ thuật số |
| Châu Âu        | 8 tháng 7 năm 2002  | Sony BMG       | CD, Tải kĩ thuật số |
| Vương Quốc Anh | 23 tháng 9 năm 2002 | Arista Records | CD, Tải kĩ thuật số |